# Paranasoona
Paranasoona Heimer, 1984 è un genere di ragni appartenente alla famiglia Linyphiidae.

## Distribuzione
L'unica specie oggi attribuita a questo genere è stata rinvenuta in Cina e nel Vietnam.

## Tassonomia
A dicembre 2011, si compone di una specie:
- Paranasoona cirrifrons Heimer, 1984[3] — Cina, Vietnam